# Darantasia hieroglyphica
Darantasia hieroglyphica är en fjärilsart som beskrevs av Butler 1877. Darantasia hieroglyphica ingår i släktet Darantasia och familjen björnspinnare. Inga underarter finns listade i Catalogue of Life.